# Abeliophyllum
Abeliophyllum là một chi thực vật có hoa đơn loài thuộc họ Ô liu. Chi này chứa duy nhất một loài, Abeliophyllum distichum Nakai, là loài đặc hữu của Triều Tiên. Chúng có nguy cơ tuyệt chủng trong tự nhiên. Chi này có quan hệ với chi Forsythia, nhưng khác ở chỗ có hoa màu trắng, không phải màu vàng.

## Mô tả
Abeliophyllum distichum là một loài cây bụi rụng lá có chiều cao tối đa từ 1–1,5 m (3 ft 3 in–4 ft 11 in). Lá cây mọc đối, dài từ 5–9 cm (2–4 in) và rộng từ 3–4,5 cm (1–2 in), có lông tơ ở cả hai mặt lá. Cây mọc hoa vào đầu mùa xuân trước khi những chiếc lá mới mọc thêm; chúng có màu trắng hoặc hồng, có hương thơm, với đường kính từ 1–1,5 cm (0–1 in).

## Phân loại
Tên của chi Abeliophyllum được nhằm tôn vinh Clarke Abel (1780–1826), bác sĩ phẫu thuật và nhà tự nhiên học Anh. Loài này được mô tả và công bố lần đầu trên Bot. Mag. (Tokyo) Tập 33 trang 153 năm 1919.

## Tình trạng bảo tồn
Năm 1998, một đánh giá về tình trạng bảo tồn của loài thực vật này cho thấy "loài này gần như tuyệt chủng và đủ điều kiện để xếp vào Hạng mục IUCN 'Cực kỳ nguy cấp', cho thấy nguy cơ tuyệt chủng cao trong tương lai gần."; nhưng đến năm 2009, loài này vẫn chưa được đánh giá chính thức trong Sách đỏ IUCN.
Năm 2015, IUCN đã xếp loài này là có nguy cơ tuyệt chủng.